# Устрем (София)
Вижте пояснителната страница за други значения на Устрем.
„Устрем“ е български футболен клуб от град София, съществувал в периода 1923 – 1945.
Основан е през 1923 г. под името Гоце Делчев в района на Македонския квартал, днес кв. Света троица и Захарна фабрика. Клубът е бил представителен за македонските преселници в този район на София. Първоначално канцеларията на клуба се е намирала на ул. Цар Симеон 336, където е стоял и голям портрет на патрона Гоце Делчев. През 1934 година Делчев се обединява със съседния квартален отбор Победа Разсадника и променя името си на Македония. В началото на 1935 г. в Македония се вливат няколко неорганизирани клуба и той променя името си на Устрем. Игрището му е било разположено в близост до гара Захарна фабрика, зад днешния техникум Хенри Форд и железопътната линия. То не е разполагало с трибуни, било е с капацитет за около 4000 зрители. Цветовете на отбора се променят през различните сезони от червено и черно, през червено и бяло, до бяло и зелено. Нарицателното име на Устрем е било „фурията“ и „белите“.
Устрем е един от клубовете с най-много членове през 40-те години. Развивал е и солидна социална дейност в своя район, съвместно с локалните читалища в кв. Гевгелийски и Св. троица – „Роден край“ и „Раковски“. На футболния терен обаче няма някакви значителни успехи. Най-доброто му постижение в първенствата е второ място в Първа софийска дивизия през 1940 г. През март 1945 г., заедно с други 3 клуба се влива в Септември (София) и прекратява съществуването си. Игрището на Устрем впоследствие е използвано от обединения спортен клуб Септември. За „септемврийци“ също така играят Манол Манолов, Стойне Минев, Димитър Минев, Димитър Цветков, Асен Рангелов—Мути, а шампионският отбор от 1948 година е воден от бившия нападател на Устрем – Христо Нелков – Ринджата.